# Regimiento de Infantería n.º 18 "Guardia Vieja"
El Regimiento de Infantería de Montaña N.º 18 "Guardia Vieja" del General Estanislao del Canto Arteaga fue una unidad militar perteneciente al Ejército de Chile que funcionó desde 1924 hasta 2001 y estaba ubicado en la ciudad de Los Andes. Su lema era "Hacia la cumbre con paso firme".

## Historia
Fue creado el 26 de febrero de 1924. Nació a partir de la creación del Destacamento de Montaña n.º 2 que estaba integrado por el Batallón Andino n.º 2 General del Canto y por el Grupo de Artillería de Montaña n.º 2 General Escala.
En marzo de 1925 el Destacamento de Montaña n.º 2 pasó a cubrir la guarnición de la ciudad de Los Andes, ocupando como cuartel dos antiguos edificios. El Batallón quedó inicialmente en el actual edificio del Liceo Politécnico América y unos meses después se trasladó a la hacienda El Sauce. Por su parte el Grupo de Artillería se instaló en una casona que ocupaba los terrenos donde hoy se encuentra el Hospital de los Andes. En 1925 la unidad recibió el nombre del General Estanislao del Canto, en homenaje a una de las más grandes figuras militares de la historia de Chile.
El 10 de noviembre de 1931 tomó su estructura definitiva al instalarse en el histórico Barrio Coquimbito, bajo el nombre de Regimiento de Infantería de Montaña n.º 18 "Guardia Vieja", nombre y cuartel que duraría hasta el año 2001.
Esta unidad poseía los mejores soldados especialistas en montaña del Ejército de Chile y en 1954 fundó la Escuela de Montaña en Río Blanco, unidad que hasta la fecha de hoy forma los especialistas en montaña del Ejército. Dos décadas más tarde sus unidades participaron en el Golpe de Estado en Chile de 1973.
Por motivo del Plan de Alcázar del Ejército, esta unidad de fusionó el 28 de diciembre de 2001 con el Regimiento de Infantería n.º 3 "Yungay" de San Felipe, pasando a formar el Regimiento Reforzado n.º 3 "Yungay" en el mismo cuartel donde funcionaba el Regimiento Guardia Vieja. Su último comandante fue el Coronel Jorge Orellana Lagos.
Actualmente el batallón de infantería andino, perteneciente al Destacamento de Montaña N.º 3 "Yungay", lleva el nombre de Batallón de Infantería Andino N.º 18 "Guardia Vieja", unidad que sigue con las tradiciones del antiguo regimiento.